# SNP Schneider-Neureither & Partner
SNP Schneider-Neureither & Partner SE ist ein Anbieter von Software und Dienstleistungen zur Transformation von IT-Landschaften und Datenstrukturen.

## Unternehmen
SNP wurde 1994 von Andreas Schneider-Neureither (1964–2020)  gegründet. Heute beschäftigt die Firma rund 1.400 Mitarbeitende an mehr als 40 Standorten weltweit. Im Dezember 2017 wechselte das Unternehmen seine Rechtsform in eine europäische Aktiengesellschaft (SE).

## Börse
Die Aktie der SNP ist seit dem 3. April 2000 börsennotiert (General Standard) und seit August 2014 im Prime Standard der Frankfurter Wertpapierbörse gelistet.
Aktionärsstruktur (Stand: 21. Dezember 2023)
- Wolfgang Marguerre 64 %
- Free Float: 36 %

## Unternehmensveranstaltungen
SNP veranstaltet jährlich den Kongress „Transformation World“. und die Roadshow „Transformation Days“; 2018 zum ersten Mal auch in Südamerika.

Die Transformation World bietet Wissen zu SAP S/4HANA-Migration, Post-Merger-Integration, Geschäftsrestrukturierung und Einbindung von Cloud-Plattformen. Neben dem Vortragsprogramm stellen die Deutschsprachige SAP-Anwendergruppe (DSAG) in einer Panelrunde sowie eine Expertenrunde von SNP-Partnern vor Ort jeweils Best Practices zur SAP S/4HANA-Transformation vor. Darüber hinaus widmet sich eine Mergers & Acquisitions (M&A) Conference in Kooperation mit digiweek M&A am zweiten Konferenztag der Umsetzung von Carve-outs, Target Screenings und Environmental, Social and Governance(ESG)-Richtlinien.

## Soziales und gesellschaftliches Engagement
Das Unternehmen unterstützt unter anderem die Deutsche Kinderkrebsstiftung und vergibt ein Physik-Stipendium an der Universität Heidelberg. Es unterstützte bis 2021 auch die Heidelberger Benefizregatta „Rudern gegen Krebs“, die Deutsche AIDS-Hilfe und die Shine Zambia Reading Academy, eine Wohltätigkeitsorganisation, die sich gegen Analphabetismus in Afrika einsetzt.
SNP unterstützt in der Rhein-Neckar-Region die Basketballmannschaft MLP Academics USC Heidelberg. Im Januar 2020 hat SNP eine Vereinbarung über Namensgeber- und Partnerschaftsrechte einer Großsporthalle in Heidelberg geschlossen.